# Dieta del Japó
La Dieta Nacional del Japó (en japonès: 国会, kokkai) és el poder legislatiu bicameral del Japó. Està integrada per una cambra baixa, la Cambra de Representants i una cambra alta, la Cambra de Consellers. A més de fer i aprovar lleis, la Dieta elegix el Primer Ministre.
La Dieta es reuní per primera vegada com a "Dieta Imperial", el 1889, com a resultat de la promulgació de la Constitució de Meiji. L'estructura actual de la Dieta s'establí en la constitució de 1947 i es considera l'òrgan del poder de l'Estat més elevat de la nació. La seu de la Dieta Nacional es troba a Nagatacho, Tòquio.
Els membres d'ambdues cambres de la Dieta s'elegixen segons el mètode de vot paral·lel; és a dir, cada cambra se subdividix en dos grups un d'elegit per la representació proporcional i un d'elegit per vot directe. La Cambra de Representants està integrada per 480 membres, 300 dels quals hi són elegits segons l'escrutini uninominal majoritari, un per cada districte, i 180 segons l'escrutini proporcional plurinominal amb llistes de partits d'onze blocs electorals. La Cambra de Consellers està integrada per 242 membres, 146 dels quals s'elegixen de les 47 prefectures per mitjà de l'escrutini uninominal majoritari. Els altres 96 s'elegixen per mitjà de l'escrutini proporcional plurinominal en què tot el país conforma una sola llista nacional.
La constitució del Japó no especifica el nombre de membres de cada cambra de la Dieta, ni el sistema electoral, ni els requisits necessaris per a votar o ser votat; tot açò es determina en lleis separades. Tanmateix, la constitució garanteix el dret al sufragi universal secret adult i que les lleis electorals no han de discriminar ningú basant-se en la raça, credo, estatus social, origen familiar, educació, propietat ni renda familiar.